# Ballonrace
Ballonrace is een bordspel voor twee personen, bedacht door Stephen Glenn en uitgegeven door 999 Games. Het spel speelt zich af in het luchtruim, waar een wedstrijd gehouden wordt. De ballonvaarders moeten gebruikmaken van de verschillende luchtstromen om zo de snelste ballonvaart te maken en de meeste prijzen in de wacht te slepen.
Het spel wordt inmiddels niet meer uitgegeven door 999 Games.

## Doel van het spel
Het doel van het spel is om zo veel mogelijk overwinningsbokalen in de wacht te slepen. Hiervoor moeten zo veel mogelijk premieblokjes gewonnen worden. Daarbij moeten de spelers dusdanige manoeuvres uitvoeren dat zij optimaal gebruikmaken van de verschillende luchtstromen.

## Speelmateriaal
Het spel bevat de volgende materialen:
- 4 bestemmingstegels. Deze tegels zijn genummerd van 1 tot en met 4. Tevens zijn deze tegels aan twee zijden bedrukt. Eén zijde stelt laagland voor, de andere zijde symboliseert bergen. Deze tegels vormen samen het speelbord.
- 5 bokaalkaarten. Deze bokaalkaarten zijn ieder voorzien van een luchtballon in een eigen kleur en zijn genummerd van 3 tot en met 7.
- 45 premieblokjes. Deze blokjes hebben dezelfde vijf kleuren als de ballonnen op de bokaalkaarten.
- 45 ballonkaarten. Deze kaarten zijn ieder voorzien van een luchtballon in een van de vijf speelkleuren en zijn genummerd van 1 tot en met 13.

## Voorbereiding
De bestemmingstegels worden in een rij onder elkaar gelegd op volgorde van nummer. Deze rij vormt een horizontale lijn die tussen de twee spelers in ligt. Hierbij is de startpositie van de tegels als volgt:
- Kaart 1 ligt bovenaan met de zijde laagland naar boven gekeerd
- Kaart 2 ligt hieronder met de zijde bergen naar boven gekeerd
- Kaart 3 ligt hieronder met de zijde laagland naar boven gekeerd
- Kaart 4 ligt onderaan met de zijde bergen naar boven gekeerd

Vervolgens trekt een van de spelers blind de benodigde premieblokjes en legt deze als volgt boven op de bestemmingstegels:
- Op kaart 1 plaatst men 1 blokje
- Op kaart 2 plaatst men 2 blokjes
- Op kaart 3 plaatst men 3 blokjes
- Op kaart 4 plaatst men 4 blokjes

Ten slotte neemt iedere speler 8 ballonkaarten op handen.

## Verloop van het spel
Om een bokaalkaart te verdienen heeft een speler het aantal premieblokjes nodig dat op de betreffende kaart staat aangegeven. Deze premieblokjes moeten dan ook de kleur van de betreffende ballon hebben. Voor de juiste kleur en het aantal zie de hulptabel.

### Premieblokjes verdienen
Een speler legt een ballonkaart naast een van de bestemmingstegels. Deze ballonkaart moet de kleur hebben van een van de premieblokjes die op deze tegel ligt. De speler mag zelf bepalen of de ballonkaart aan de eigen zijde van de tegel komt te liggen of juist aan de zijde van de tegenspeler. Na ieder beurt vult de speler zijn hand weer aan tot 8 kaarten. Wanneer aan beide zijdes van een bestemmingstegel evenveel ballonkaarten liggen als er blokjes op de kaart liggen in de juiste kleuren dan worden per zijde de getallen op de kaarten bij elkaar opgeteld. Betreft het hier een laaglandkaart dan wint de zijde met het laagste totaal. Betreft het hier een bergenkaart dan wint de zijde met het hoogste totaal. De winnaar van deze slag ontvangt de premieblokjes.

### Wisseling van bestemming
Nu de bestemmingskaart leeg is wordt deze omgedraaid. Vervolgens worden hier weer nieuwe premieblokjes op geplaatst. Deze handeling herhaal zicht net zo lang totdat de premieblokjes op zijn. Wanneer er nog wel premieblokjes zijn, maar niet voldoende voor de bestemmingstegel die vrij gekomen is, dan verdwijnt de betreffende tegel uit het spel.

### Bokaalkaarten verdienen
Wanneer een speler het juiste aantal premieblokjes heeft dat correspondeert met het aantal en de kleur van een van de bokaalkaarten, dan mag de speler deze blokjes inruilen voor de betreffende bokaalkaart.
Wanneer een speler nog premieblokjes heeft in een kleur waarvan de bokaalkaart niet meer beschikbaar is dan heeft deze speler het recht om 3 blokjes van deze kleur te tellen als 1 blokje van een andere kleur.

### Hulptabel voor het benodigde aantal premieblokjes
| Kleur ballon op bokaalkaart | Aantal premieblokjes |
| --------------------------- | -------------------- |
| Grijs                       | 3                    |
| Blauw                       | 4                    |
| Groen                       | 5                    |
| Geel                        | 6                    |
| Rood                        | 7                    |

## Einde van het spel
De speler die als eerste drie van de vijf bokaalkaarten heeft verdiend is de winnaar van het spel.

## Spelkarakteristieken
| Onderwerp      |                    |
| -------------- | ------------------ |
| Aantal spelers | 2                  |
| Leeftijd       | vanaf 8 jaar       |
| Speelduur      | 30 minuten         |
| Speltype       | geluk, strategisch |